# Donji Borki
Donji Borki (Donji és Srednji Borki egyesítése) falu Horvátországban Belovár-Bilogora megyében. Közigazgatásilag Szircshez tartozik.

## Fekvése
Daruvártól légvonalban 7, közúton 10 km-re délkeletre, községközpontjától légvonalban 6, közúton 8 km-re északkeletre, Nyugat-Szlavóniában, a Papuk-hegység területén, a Pakra-patak völgye feletti magaslaton fekszik.

## Története
A térség a 17. század végén szabadult fel a török uralom alól. A kihalt területre a parlagon heverő földek megművelése és a határvédelem céljából a 18. század első felében Bosznia területéről telepítettek szerb anyanyelvű lakosságot. A 18. század közepén a daruvári és szircsi uradalmat daruvári Jankovich Antal Pozsega vármegye alispánja vásárolta meg. Az első katonai felmérés térképén „Dorf Borczi” néven találjuk. 
Lipszky János 1808-ban Budán kiadott repertóriumában „Borki” néven szerepel. Nagy Lajos 1829-ben kiadott művében „Borki” néven 95 házzal, 551 ortodox vallású lakossal találjuk. A Magyar Királyságon belül Horvát–Szlavónország részeként, Pozsega vármegye Daruvári járásának része volt. 
1857-ben 323, 1910-ben 560 lakosa volt. 1910-ben a népszámlálás adatai szerint lakosságának 93%-a szerb anyanyelvű volt. Az I. világháború után 1918-ban az új szerb-horvát-szlovén állam, majd később (1929-ben) Jugoszlávia része lett. 1941 és 1945 között a németbarát Független Horvát Államhoz, a háború után a település a szocialista Jugoszláviához tartozott. 1991-től a független Horvátország része. 1991-ben teljes lakossága szerb nemzetiségű volt. A délszláv háború idején kezdetben szerb ellenőrzés alatt állt. A horvát erők az Orkan-91 hadművelet második fázisában 1991. december 13. és 15. között foglalták vissza. A szerb lakosság nagy része elmenekült. 2011-ben 59 lakosa volt.

## Lakossága
| Lakosság változása | Lakosság változása | Lakosság változása | Lakosság változása | Lakosság változása | Lakosság változása | Lakosság változása | Lakosság változása | Lakosság változása | Lakosság változása | Lakosság változása | Lakosság változása | Lakosság változása | Lakosság változása | Lakosság változása | Lakosság változása |
| ------------------ | ------------------ | ------------------ | ------------------ | ------------------ | ------------------ | ------------------ | ------------------ | ------------------ | ------------------ | ------------------ | ------------------ | ------------------ | ------------------ | ------------------ | ------------------ |
| 1857               | 1869               | 1880               | 1890               | 1900               | 1910               | 1921               | 1931               | 1948               | 1953               | 1961               | 1971               | 1981               | 1991               | 2001               | 2011               |
| 569                | 593                | 557                | 470                | 745                | 540                | 490                | 624                | 431                | 520                | 476                | 379                | 261                | 198                | 50                 | 59                 |

(1857 és 1880 között Gornji és Srednji Borki lakosságával együtt. 2001-től Srednji Borki lakosságával együtt.)

## Nevezetességei
Bélától 4 km-re keletre, de már Donji Borki területén, a Pakra-patak völgyében, sűrű erdők által körülvéve található Szlavónia egyik legértékesebb pravoszláv kulturális emléke a Pakra monostor. A monostor alapítását népi hagyomány egy egykori hajdúnak, egy bizonyos Sztamenko Njigomirnak tulajdonítja, aki addigi bűnös életét megbánva elhatározta, hogy remeteként fog élni. A Jovan nevet választva ezen a helyen épített kunyhót magának, melyből később a monostor kifejlődött. A monostor évkönyvében az szerepel, hogy 1697. szeptember 26-án, rögtön Csernojevics Arzén érkezése után alapították újra Szerbiából, főként a mai Koszovó területéről érkezett pravoszláv szerzetesek. A felszentelésnél pakráci ferencesek is jelen voltak, akik ezt aláírásukkal is megerősítették. Az újbóli alapítás azt is jelenti, hogy már azelőtt is állt monostor ezen a helyen. Igen valószínű, hogy a monostor már 1556-ban, vagyis a török uralom idején is állt, ez azonban nem állítható teljesen bizonyosan, mivel az ezt tartalmazó szöveg csak később íródott. Az új szerzetesek legnagyobb része a mileševoi monostorból érkezett. Az első monostort még fából építették. A 18. század első felében a szerzetesek átmenetileg elhagyták a monostort, de 1737 és 1739 között a boszniai Gomionica monostorból új szerzetesek érkeztek. 1759 és 1761 között felépítették a Szent Miklós temetőkápolnát, majd 1761-ben hozzákezdtek a monostor templomának építéséhez, mely négy évig tartott. 1769-ben már a templom harangtornya is elkészült. Végezetül a templom új ikonosztázt kapott, melyet Vasilije Ostojić újvidéki mester készített. 1780-ban egy vihar súlyos károkat okozott az épületekben, melyeket csak a bácskai, a verseci és a temesvári püspökségek anyagi támogatásával sikerült rendbe hozni. 1923-ban az épületegyüttest teljesen felújították. A II. világháború idején 1941 júliusában a monostor értékeit a temetőkápolna kriptájába rejtették, majd a szerzetesek Szerbiába menekültek. 1941 augusztusában az értékek közül néhányat múzeumba vittek. 1943-ban az usztasák felgyújtották a monostort. Később a partizánok megtalálták az elrejtett értékeket, melyek súlyos károkat szenvedtek. Néhányat megőrzésre a falusiaknak adtak, de csak kis részük vészelte át a háborút. A háború után rögtön megkezdődtek a felújítási munkálatok. A délszláv háború idején betörtek a monostorba, néhány ikont és könyvet elloptak. A tettesek ismeretlenek maradtak. A monostor temploma faragott kövekből épített egyhajós barokk épület, míg a temetőkápolna kereszt alaprajzú. Mindkettőnek a legértékesebb része az ikonosztáz. Ma mindkét épület rossz állapotban áll. A temetőkápolna romos és a sűrű növényzet miatt nehezen megközelíthető.